# Gundelfingen an der Donau
Gundelfingen an der Donau (amtlich: Gundelfingen a.d.Donau) ist eine Stadt im schwäbischen Landkreis Dillingen an der Donau und der Sitz der Verwaltungsgemeinschaft Gundelfingen an der Donau.

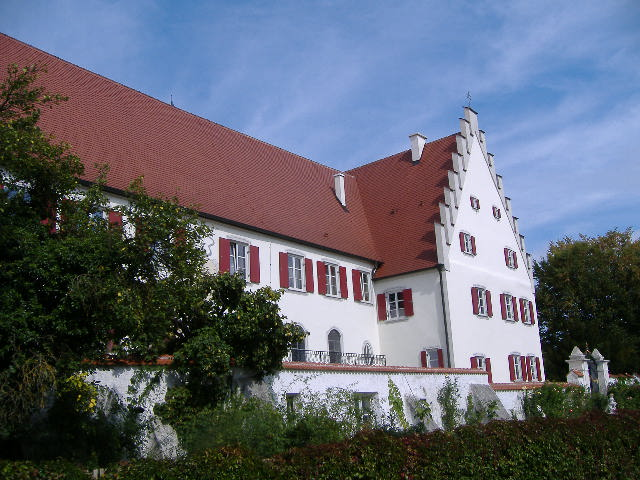
Südfront des Schlosses Schlachtenegg

Die Stadt liegt an der Donau zwischen Günzburg und Dillingen an der Donau.
Die Burgstadt der Stauferzeit erlebte eine Blütezeit im Mittelalter, woran noch heute das Stadtbild erinnert.

## Geografie
Gundelfingen liegt am Rande der Schwäbischen Alb im Donautal, dessen ausgedehnte Auen-, Ried- und Mooslandschaft (Schwäbisches Donaumoos) sich auf die südliche Gemarkung der Stadt erstreckt. Der Ortskern wird von drei Armen der Brenz durchflossen. Die Donau fließt südöstlich an der Stadt vorbei und wird zu einem Stausee aufgestaut.
Nachbargemeinden sind die Städte Lauingen (Donau) und Günzburg sowie die Gemeinden Sontheim an der Brenz (Landkreis Heidenheim), Bächingen an der Brenz, Haunsheim, Medlingen und Offingen.

## Gemeindegliederung
Die Gemeinde hat 15 Gemeindeteile (in Klammern ist der Siedlungstyp angegeben):
- Birkenried (Weiler)
- Echenbrunn (Pfarrdorf)
- Emmausheim (Einöde)
- Gundelfingen a.d.Donau (Hauptort)
- Hygstetterhof (Einöde)
- Karlshof (Einöde)
- Lindenauhof (Einöde)
- Maxfelderhof (Einöde)
- Neuhof (Einöde)
- Peterswörth (Pfarrdorf)
- Schönauhof (Einöde)
- Schönemann (Weiler)
- Sophienried
- Wehauhof (Einöde)
- Wildenauhof (Einöde)

## Geschichte

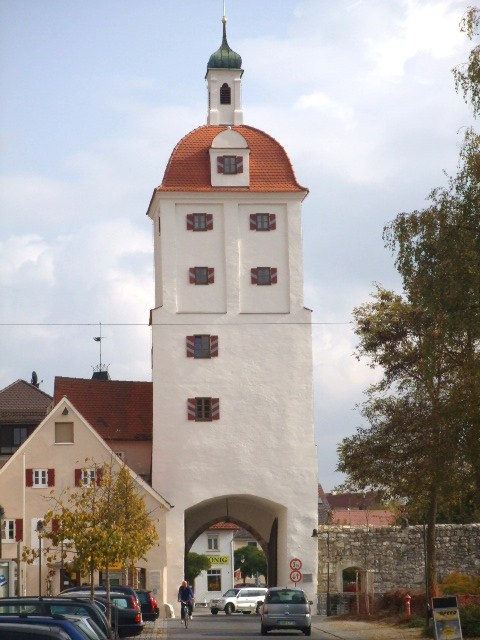
Unteres Tor

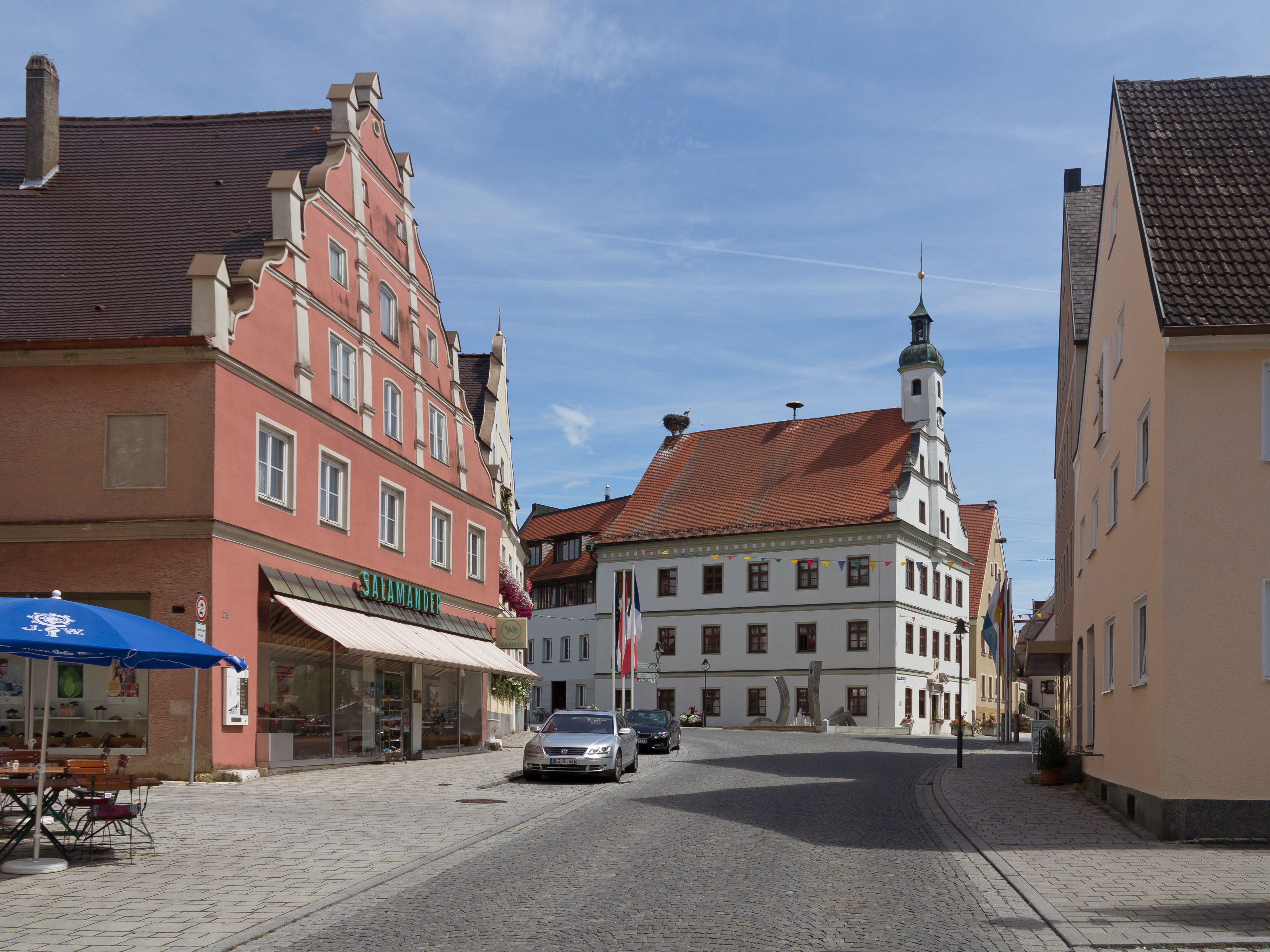
Bürgerhaus und Rathaus

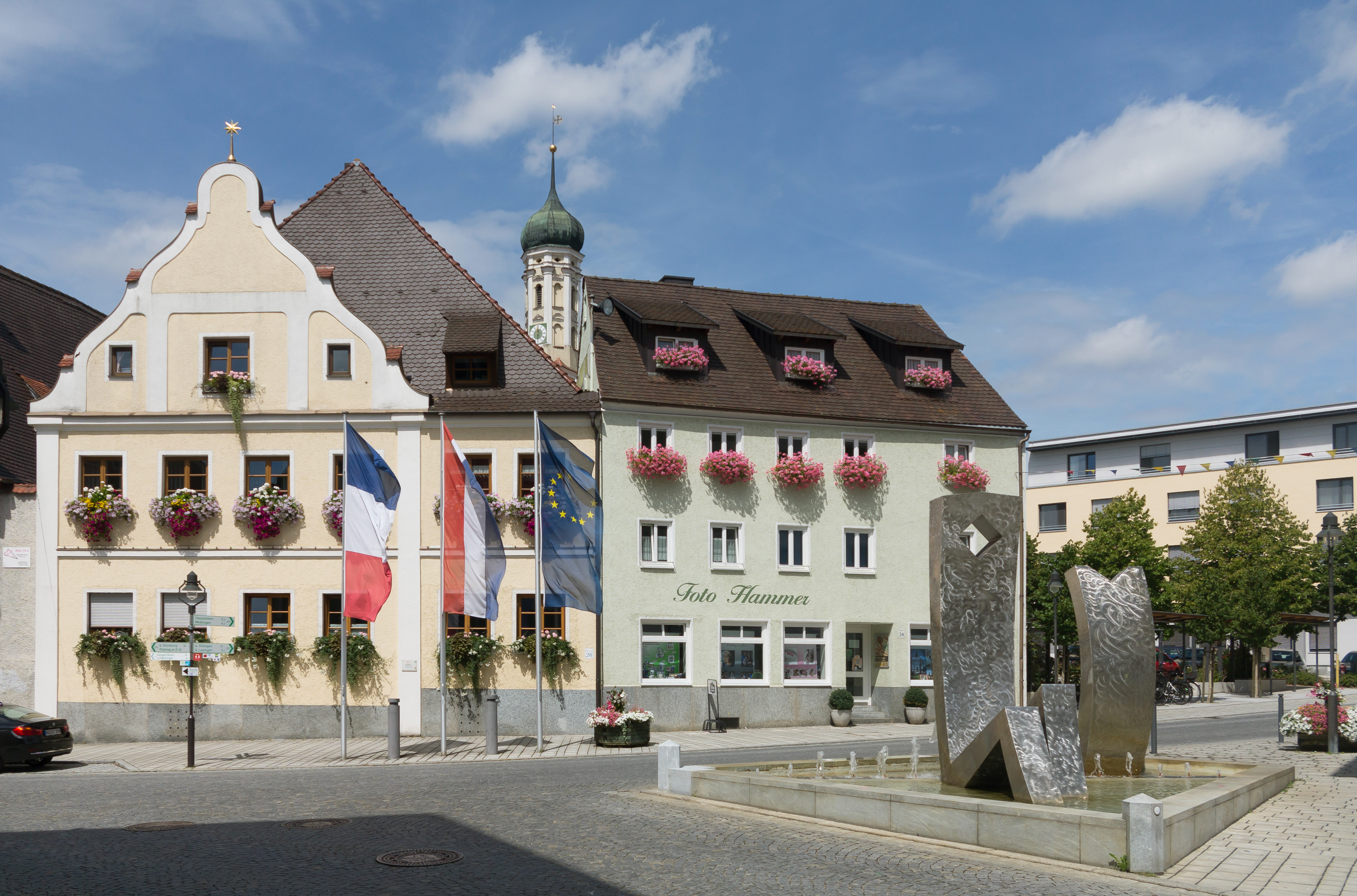
Skulptur mit ehemaligem Gasthaus

Die erste urkundliche Erwähnung wird auf etwa 750 datiert. Die Stadtrechte erhielt Gundelfingen 1220. In dieser Zeit wurde die Stadtmauer mit  drei Toren errichtet, von denen heute noch das „Untere Tor“ erhalten ist.
Einen wichtigen Punkt in der Ortsgeschichte markiert das Jahr 1462: Die Stadt wehrte sich erfolgreich gegen eine Belagerung des kaiserlichen Heeres unter Markgraf Albrecht Achilles von Brandenburg-Ansbach. Herzog Ludwig der Reiche verlieh darauf als Anerkennung der Stadt weite Ländereien, Steuervergünstigungen und einen Wappenbrief. Dieser berechtigte die Stadt dazu, ein Drittel des bayerischen Wappens in ihr eigenes aufzunehmen.
Nach dem Landshuter Erbfolgekrieg wurde die Stadt 1505 dem Herzogtum Pfalz-Neuburg angegliedert. Seit 1777 gehört Gundelfingen wieder zu Bayern.

### Religionen
- Katholische Kirchengemeinde
- Evangelische Kirchengemeinde

### Eingemeindungen
Im Zuge der Gebietsreform in Bayern wurden am 1. Mai 1978 die Gemeinden Echenbrunn und Peterswörth eingegliedert.
Im Jahr 1978 wurde im Rahmen der Gebietsreform die Verwaltungsgemeinschaft Gundelfingen an der Donau gegründet. Neben der Stadt Gundelfingen gehören dazu die Orte Bächingen an der Brenz, Haunsheim und Medlingen. Die zugehörigen Gemeinden besitzen weiterhin Selbständigkeit (eigene Bürgermeister). Zur Verwaltungsgemeinschaft (VG) gehören etwa 11.600 Einwohner. Der erste Bürgermeister der Stadt Gundelfingen ist gleichzeitig Leiter der Verwaltungsgemeinschaft (Gemeinschaftsvorsitzender).

### Einwohnerentwicklung
Zwischen 1988 und 2018 wuchs die Stadt von 6556 auf 7796 um 1240 Einwohner bzw. um 18,9 %.
| Jahr | Einwohner |
| ---- | --------- |
| 1840 | 3619      |
| 1900 | 3438      |
| 1961 | 5849      |
| 1970 | 6162      |
| 1987 | 6492      |
| 1991 | 6893      |
| 1992 | 6965      |
| 1995 | 7417      |
| 1997 | 7429      |
| 2000 | 7643      |
| 2002 | 7869      |
| 2003 | 7883      |
| 2004 | 7838      |
| 2005 | 7781      |
| 2006 | 7790      |
| 2007 | 7738      |
| 2008 | 7759      |
| 2009 | 7715      |
| 2010 | 7729      |
| 2011 | 7694      |
| 2012 | 7670      |
| 2013 | 7624      |
| 2014 | 7622      |
| 2015 | 7812      |
| 2023 | 8046      |
| 2024 | 8026      |

## Politik
Der Stadtrat hat 20 Mitglieder. Seit der Kommunalwahl am 15. März 2020 verteilen sich die Sitze auf folgende Listen:
| Partei/Liste    | 2020   | 2020   | 2014   | 2014   | 2008   | 2008   | 2002   | 2002   |
| Partei/Liste    | %      | Sitze  | %      | Sitze  | %      | Sitze  | %      | Sitze  |
| --------------- | ------ | ------ | ------ | ------ | ------ | ------ | ------ | ------ |
| SPD             | 30,5   | 6      | 37,2   | 8      | 33,6   | 6      | 36,1   | 8      |
| CSU             | 30,2   | 6      | 29,9   | 6      | 30,9   | 7      | 40,1   | 7      |
| Freie Wähler    | 25,1   | 5      | 26,2   | 5      | 24,1   | 5      | 23,8   | 5      |
| FDP             | 6,4    | 1      | 6,7    | 1      | 11,4   | 2      | –      | –      |
| GRÜNE           | 7,8    | 2      | –      | –      | –      | –      | –      | –      |
| Gesamt          | 100    | 20     | 100    | 20     | 100    | 20     | 100    | 20     |
| Wahlbeteiligung | 52,4 % | 52,4 % | 48,5 % | 48,5 % | 55,7 % | 55,7 % | 60,9 % | 60,9 % |

### Stadtrat
- SPD: Jürgen Hartshauser, Birgit Spengler, Vera Schweizer, Hans Stenke, Roman Schnalzger, Max Ruchti (neu).
- CSU: Werner Lohner, Georg Blatter, Florian Steidle, Georg Wiedenmann, Manfred Wörle (neu), Julia Berchtold.
- Freie Wähler: Ingo Blatter, Karl Seifried, Friedlies Hopf-Schirm, Erwin Hegele (neu), Edelbert Reile.
- FDP: Joachim Matheis (neu)
- GRÜNE: Roswitha Stöpfel (neu), Josefine Lenzer (neu)

### Bürgermeister
Erster Bürgermeister war ab 1999 Franz Kukla (CSU). Bei der Bürgermeisterwahl 2017 trat Kukla nicht mehr an. Im ersten Wahlgang entfielen auf Miriam Gruß (FDP) 43,7 %, auf Jürgen Hartshauser (SPD) 37,7 % und auf Matthias Grätsch (CSU) 18,6 % der Stimmen. In der Stichwahl am 21. Mai 2017 traten Miriam Gruß und Jürgen Hartshauser gegeneinander an. Gruß konnte sich mit 58 % der Stimmen durchsetzen und das Amt im Juni 2017 antreten.
Seit Juni 2023 ist Dieter Nägele Bürgermeister der Stadt.

### Wappen
| Wappen von Gundelfingen an der Donau | Blasonierung: „In Silber ein rot gekrönter und rot gezungter schwarzer Löwe, der auf der Brust den bayerischen Rautenschild und in den Pranken einen bewurzelten grünen Baum trägt.“ |
| Wappen von Gundelfingen an der Donau | Wappenbegründung: Aus dem Jahr 1301 ist ein Stadtsiegel überliefert, das in einem geteilten Dreieckschild oben einen schreitenden gekrönten Löwen und unten einen Baum mit neun Blättern zeigt. Der Löwe ist das bayerische bzw. pfälzische Wappentier. 1462 wird das Wappenbild von Gundelfingen von Herzog Ludwig dem Reichen von Bayern-Landshut um den Brustschild mit den silber-blauen Rauten vermehrt. Der Baum steht wohl redend für den Ortsnamen, der sich von Gundreba ableitet und Ahorn bedeutet. Die Wappenfarben sind seit der Mitte des 16. Jahrhunderts überliefert. Im 19. Jahrhundert wird der Laubbaum durch eine Tanne ausgetauscht. Seit 1955 führt die Stadt das Wappen wieder in der Fassung von 1462. |

### Städtepartnerschaften
Die Stadt unterhält folgende Städtepartnerschaften:
- Beek in den Niederlanden, seit 1970
- Gemeinden Louverné und La Chapelle-Anthenaise im französischen Département Mayenne, seit 1992

## Kultur und Sehenswürdigkeiten

### Museen
- Automobil-Veteranen-Salon (Automuseum)
- Fotomuseum
- Sudetendeutsche Heimatstube
- Kulturzentrum Walkmühle

### Bauwerke

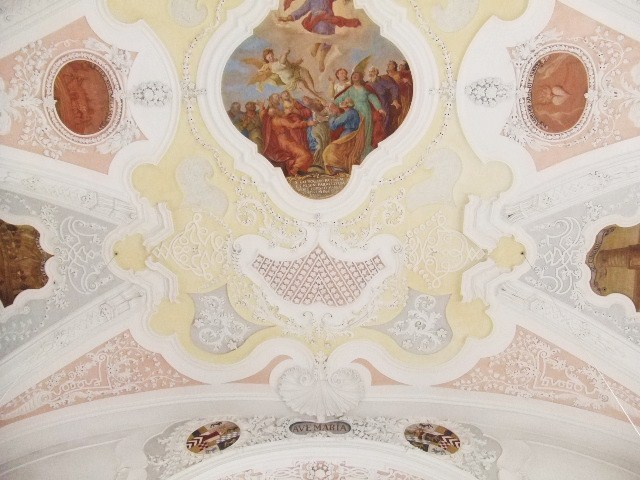
Barocker Stuck in der Spitalkirche

- Rathaus, Renaissancebau aus dem 17. Jahrhundert
- Unteres Tor (Torturm) aus dem 14. Jahrhundert
- Stadtpfarrkirche St. Martin, eine der ältesten Kirchen der Umgebung (8. Jahrhundert), gotischer Bau, barock verändert. 1747 von Johann Heel – linkes Seitenaltargemälde „Anbetung der Könige“
- Spitalkirche, barocke Ausstattung
- Schloss Schlachtegg, ehemalige Hofmark, mit Schlosskapelle
- Münzmühle (Privatbesitz)
- katholische Pfarrkirche Maria Immaculata in Echenbrunn

### Sport

#### Sportanlagen
- Schwabenstadion
- Kreissporthalle
- TV-Sportgelände
- Brenzhalle
- Hallenbad
- Baseball-Anlage
- Wasserski und Wakeboard Anlage
- Skateanlage
- Trimm-Dich-Pfad

#### Sportvereine
- FC Gundelfingen
- SSV Peterswörth
- LSV Gundelfingen
- Gundelfinger Sharks `03 e. V.
- Schützenverein Gundelfingen e. V.
- Die Glinken e. V.
- Der TV Gundelfingen 1863 e. V., kurz TV Gundelfingen, ist einen Mehrspartensportverein mit acht Abteilungen, der die Sportarten Fußball, Badminton, Basketball, Handball, Judo, Leichtathletik, Schwimmen, Turnen und Volleyball anbietet. Die TV-Handballabteilung hatte ihren größten Erfolg mit der schwäbischen Meisterschaft und den damit verbundenen Aufstieg in die fünftklassige „Bayerische Landesliga“. Der TV Gundelfingen nimmt mit zwei Herrenmannschaften, zwei Damenteams und mehreren Nachwuchsmannschaften am Spielbetrieb des Bayerischen Handballverbandes (BHV) teil. Das erste Damenteam spielte in der Saison 2022/23 in der Landesliga und die Männermannschaft in der Bezirksoberliga Schwaben (Bayern)

### Regelmäßige Veranstaltungen
Die Stadt ist weithin bekannt für ihre mittelalterlichen Feste, die in unregelmäßigen Abständen für mehrere Tage stattfinden, sowie ihre Aktivitäten im Fasching.
Ein ebenfalls traditionelles Fest ist das „Schnellefest“ der Stadtkapelle Gundelfingen, das alljährlich im Juli stattfindet. An zwei Wochenenden im Sommer findet das Internationale Handballturnier mit regelmäßig mehr als 100 teilnehmenden Mannschaften aus unterschiedlichen Spielklassen auf dem Sportgelände des TV Gundelfingen statt.

## Wirtschaft und Infrastruktur

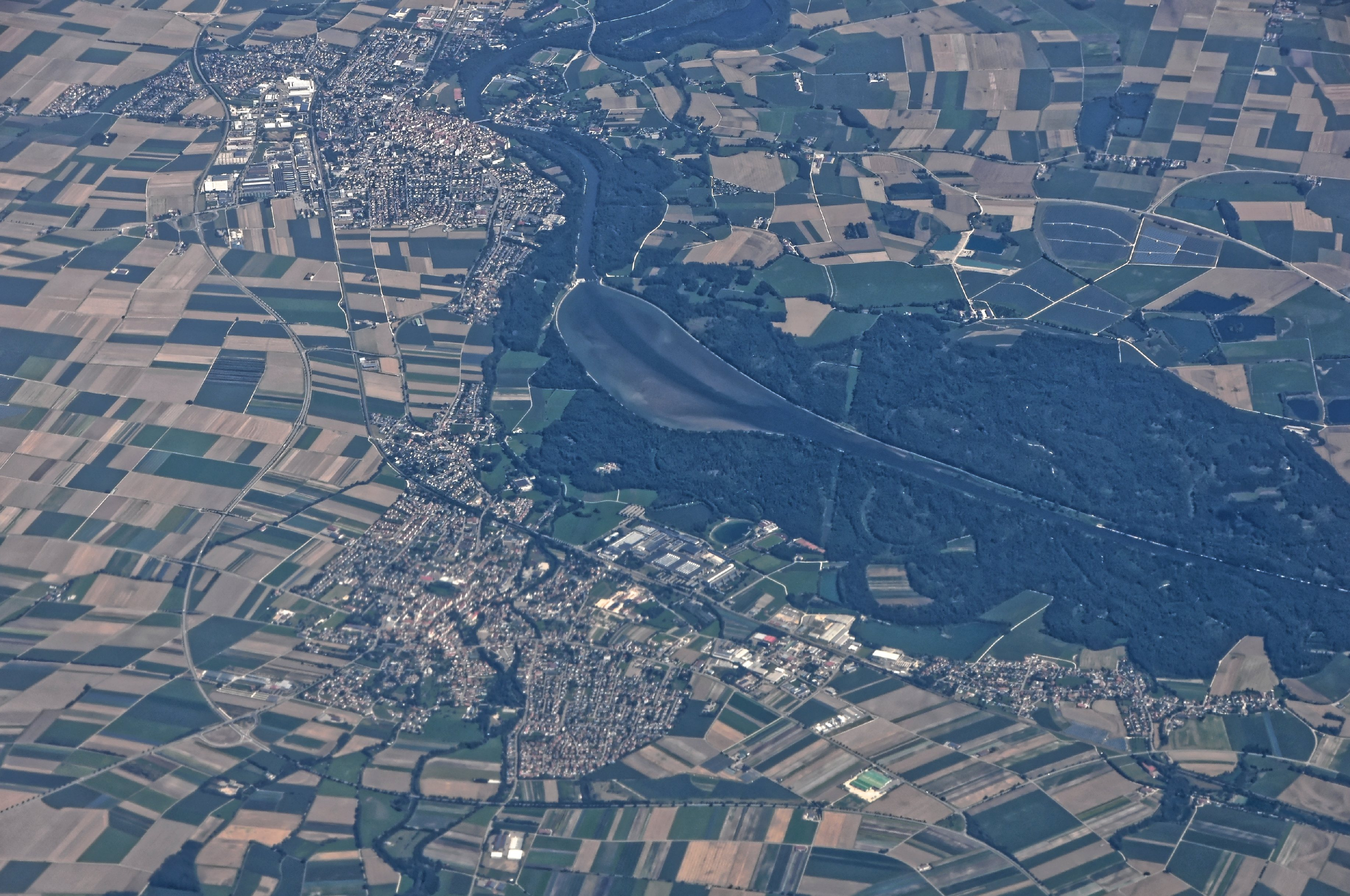
Gundelfingen an der Donau und Umgebung aus der Luft

### Verkehr
Gundelfingen liegt in der Nähe des Autobahnkreuzes Ulm/Elchingen (A 8/A 7). Die beiden Autobahnen können jeweils in etwa 15 Minuten erreicht werden. Die B16 wird über eine Umgehung an der Stadt vorbeigeführt. Gundelfingen liegt an der Donautalbahn Ulm–Donauwörth und hat einen Bahnhof, der von agilis-Zügen bedient wird. Der Donauradweg führt durch die Stadt. Am nördlichen Stadtrand liegt der Flugplatz Gundelfingen (EDMU).

### Öffentliche Einrichtungen
- Alten- und Pflegeheim der Spital- und Vereinigten Wohltätigkeitsstiftung
- Kinderheim St. Clara
- zwei Kindergärten
- Montessori-Kinderhaus

### Bildung
- Peter-Schweizer-Volksschule (Grundschule)
- Volksschule am Schlachtegg
- Volkshochschule
- Musikschule

## Trivia
Das zur italienischen PERMASTEELISA Group und damit zur japanischen Holdinggesellschaft Lixil Group gehörende 1868 gegründete Fassadenbauunternehmen Josef Gartner GmbH aus Gundelfingen erstellt eine begehbare Kreuzblume aus Edelstahl und Glas für die Sagrada Família in Barcelona. Dadurch wird die Sagrada Família das Ulmer Münster um ungefähr 10 Meter überragen und als höchstes Kirchengebäude der Welt ablösen.

## Söhne und Töchter
- Kaspar Manz (1606–1677), Rechtswissenschaftler und Kanzler von Pfalz-Neuburg
- Erwin Lohner (* 1962), Jurist, Staatsministeriums-Amtschef